# Großer Preis von Spanien 2014
Der Große Preis von Spanien 2014 (offiziell Formula 1 Gran Premio de España Pirelli 2014) fand am 11. Mai auf dem Circuit de Catalunya in Montmeló statt und war das fünfte Rennen der Formel-1-Weltmeisterschaft 2014.

## Bericht

### Hintergrund
Nach dem Großen Preis von China führte Nico Rosberg in der Fahrerwertung mit vier Punkten vor Lewis Hamilton und mit 38 Punkten vor Fernando Alonso. In der Konstrukteurswertung führte Mercedes mit 97 Punkten vor Red Bull-Renault und mit 100 Punkten vor Force India-Mercedes.
Beim Großen Preis von Spanien stellte Pirelli den Fahrern die Reifenmischungen P Zero Hard (orange) und P Zero Medium (weiß) sowie für Nässe Cinturato Intermediates (grün) und Cinturato Full-Wets (blau) zur Verfügung.
Der Messpunkt für die erste DRS-Zone befand sich 86 Meter vor der Campsa, die Zone begann 40 Meter nach der Kurve. Der Messpunkt für die zweite DRS-Zone, die sich auf der Start-Ziel-Geraden befand, war die Safety-Car-Linie, aktiviert werden durfte das DRS dann 157 Meter nach der New Holland.
Jules Bianchi (vier), Pastor Maldonado (drei), Valtteri Bottas, Kevin Magnussen und Adrian Sutil (jeweils zwei) gingen mit Strafpunkten ins Rennwochenende.
Mit Kimi Räikkönen, Alonso (jeweils zweimal), Felipe Massa, Jenson Button, Sebastian Vettel und Maldonado (jeweils einmal) traten sechs ehemalige Sieger zu diesem Grand Prix an.
Als Rennkommissare fungierten Garry Connelly (AUS), David Domingo (ESP), Danny Sullivan (USA) und Farhan Vohra (IND).

### Training
Im ersten freien Training erzielte Hamilton die Bestzeit vor Button und Daniel Ricciardo. Felipe Nasr übernahm in diesem Training den Williams von Bottas und Giedo van der Garde den Sauber von Esteban Gutiérrez. Vettel erlitt in diesem Training einen technischen Defekt, als ein Kabelbaum beschädigt wurde. Die Reparaturen dieses Defekts waren so aufwendig, dass Vettel auch im zweiten Training nicht mehr auf die Strecke gehen konnte. Im zweiten freien Training blieb Hamilton vorne. Rosberg wurde Zweiter, Ricciardo Dritter. Bei Jean-Éric Vergne wurde kurz vor Schluss ein Rad nicht richtig befestigt, sodass er es in der ersten Kurve verlor. Er wurde mit einer Startplatzstrafe in Höhe von zehn Positionen belegt. Sein Rennstall Toro Rosso erhielt zudem eine Geldstrafe in Höhe von 30.000 US-Dollar. Max Chilton beendete das Training kurz vor Ablauf der Zeit im Kiesbett.
Im dritten freien Training übernahm Rosberg die Führung von seinem Teamkollegen, der auf den zweiten Platz zurückfiel. Allerdings hatte Hamilton seine Qualifying-Simulation abgebrochen. Alonso erreichte die dritte Position.

### Qualifying
Das Qualifying bestand aus drei Teilen mit einer Nettolaufzeit von 45 Minuten. Im ersten Qualifying-Segment (Q1) hatten die Fahrer 18 Minuten Zeit, um sich für das Rennen zu qualifizieren. Alle Fahrer, die im ersten Abschnitts eine Zeit erzielten, die maximal 107 Prozent der schnellsten Rundenzeit betrug, qualifizierten sich für den Grand Prix. Die besten 16 Fahrer erreichten den nächsten Teil. Maldonado verunfallte in der fünften Minute und löste eine Unterbrechung aus. Er hatte keine Zeit erzielt und scheiterte somit an der Qualifikation. Maldonado wurde nachträglich zum Rennen zugelassen, da er im Training ausreichend schnell war. Rosberg war schnellster Fahrer. Neben Maldonado schafften es die Caterham- und Marussia-Piloten sowie Sutil nicht in den zweiten Teil.
Der zweite Abschnitt (Q2) dauerte 15 Minuten. Die schnellsten zehn Piloten qualifizierten sich für den dritten Teil des Qualifyings. Rosberg blieb in Führung. Vergne und Magnussen verzichteten auf eine gezeitete Runde. Neben den beiden schieden die Force-India-Piloten sowie Gutiérrez und Daniil Kwjat aus.
Der finale Abschnitt (Q3) ging über eine Zeit von zwölf Minuten, in denen die ersten zehn Startpositionen vergeben wurden. Vettel blieb in der vierten Minute mit einem technischen Defekt in der dritten Kurve stehen und löste eine Unterbrechung aus. Bei ihm wurde anschließend das Getriebe vorzeitig gewechselt, sodass er in der Startaufstellung um fünf Positionen nach hinten versetzt wurde. Zu diesem Zeitpunkt befanden sich mehrere Piloten auf ihrer schnellen Runde. Zeiten waren noch nicht gesetzt. Hamilton fuhr schließlich die schnellste Runde und erzielte damit die Pole-Position vor Rosberg und Ricciardo. Für Hamilton war es die 35. Pole seiner Karriere und die vierte in dieser Saison.
Nach dem Qualifying wurden folgende fünf Fahrer zufällig für einen Dopingtest ausgewählt: Romain Grosjean, Nico Hülkenberg, Maldonado, Sutil und Vergne.

### Rennen
Bis auf Vergne starteten alle Fahrer auf Medium-Reifen. Die Mercedes blieben in Führung. Ricciardo fiel hinter Bottas auf den dritten Platz zurück. Im hinteren Teil des Feldes gab es in den ersten Runden eine Berührung zwischen Maldonado und Marcus Ericsson. Kein Fahrzeug wurde dabei beschädigt. Maldonado wurde von den Rennkommissaren mit einer 5-Sekunden-Zeitstrafe belegt und erhielt einen Strafpunkt. An der Spitze setzten sich die Mercedes in der Zwischenzeit ab. Hamilton fuhr zudem einen kleinen Vorsprung auf Rosberg heraus.
Während es im Mittelfeld einige Überholmanöver gab, setzte Ricciardo Bottas unter Druck. Ein Überholmanöver gelang ihm aber nicht, da seine Höchstgeschwindigkeit zu gering war. Ricciardo ließ sich kurzzeitig zurückfallen, holte jedoch kurz darauf wieder auf Bottas auf. Auf dem sechsten Platz lag Räikkönen direkt vor seinem Teamkollegen Alonso, der kein Überholmanöver versuchte.
Vettel begann in der zwölften Runde die Phase der ersten Boxenstopps. Zwei Runden später folgte Ricciardo. Red Bull teilte die Strategie: Vettel wechselte auf die härteren Reifen, Ricciardo blieb auf Medium. Ricciardo gelang es durch einen früheren Stopp, an Bottas vorbei auf die dritte Position vorzufahren. Hamilton ging drei Runden vor Rosberg an die Box und verlor damit kurzzeitig die Führung. Nachdem beide an der Box waren, lag Hamilton wieder vorne. Ähnlich wie Red Bull teilte Mercedes die Strategie. Hamilton blieb auf den weicheren Reifen, Rosberg wechselte auf die harte Mischung. Bedingt durch die Boxenstopps gab es einige Überholmanöver, überwiegend zwischen Fahrern auf unterschiedlich alten Reifen. Räikkönen gelang es allerdings nach seinem Stopp an Grosjean, der ebenfalls gestoppt hatte, vorbeizufahren. Kurz darauf zog auch Alonso an Grosjean vorbei. In der Zwischenzeit war Vergne mit einem Auspuff-Defekt ausgefallen.
In der 34. Runde ging Vettel zum zweiten Mal an die Box und entschied sich damit für eine Drei-Stopp-Strategie. Alonso kam kurz darauf auch an die Box und wechselte auf die härtere Mischung. Damit hätte Alonso theoretisch durchfahren können. Ursprünglich hatte Alonso ebenfalls eine Zwei-Stopp-Strategie geplant. Da sein zweiter Reifensatz jedoch nicht mehr so leistungsstark war und auch Vettel, den Alonso hinter sich halten wollte, die Strategie umgestellt hatte, entschloss sich Alonso, dies ebenfalls zu tun, während sein Ferrari-Teamkollege Räikkönen auf der ursprünglich geplanten Zwei-Stopp-Strategie blieb. In der Zwischenzeit gab Kamui Kobayashi mit einem Bremsdefekt auf.
Bei den Mercedes-Fahrern ging Hamilton in der 43. Runde erneut als erster an die Box. Rosberg ging kurzzeitig in Führung. Nach beiden Boxenstopps führte Hamilton auf der härteren Mischung vor Rosberg auf Medium-Reifen mit etwa vier Sekunden Vorsprung. Ricciardo, der mit großem Rückstand auf dem dritten Platz lag, verfolgte die gleiche Strategie wie Hamilton.
In der 53. Runde begann Vettel die Phase der dritten Boxenstopps. Er fuhr kurz darauf die schnellste Rennrunde und ging in den nächsten Runden an Räikkönen und Bottas vorbei auf den vierten Platz. Alonso holte mit den frischeren Reifen ebenfalls auf und ging an seinem Teamkollegen Räikkönen vorbei. An der Spitze holte Rosberg indes sukzessive auf Hamilton auf. Er kam noch auf unter eine Sekunde Rückstand auf Hamilton heran, ein Überholversuch gelang ihm jedoch nicht mehr.
Hamilton gewann das Rennen vor Rosberg und Ricciardo, der 49 Sekunden Rückstand auf Hamilton hatte. Damit gelang Mercedes zum vierten Mal in Folge ein Doppelsieg. Das letzte Mal, dass ein Team mindestens vier Doppelsiege in Folge erzielt hatte, war 2002 als Ferrari die letzten fünf Rennen mit einem Doppelsieg gewann. Mercedes schaffte bei den letzten vier Saisonrennen 1955 ebenfalls Doppelsiege, allerdings im Gegensatz zur aktuellen Siegesserie mit unterschiedlichen Fahrer-Konstellationen. Für Hamilton war es der 26. Sieg in der Formel-1-Weltmeisterschaft. Vettel erreichte von Platz 15 startend den vierten Rang und fiel im Rennen mit einigen Überholmanövern auf. Bottas wurde Fünfter, Alonso und Räikkönen folgten auf Platz sechs und sieben. Grosjean, Pérez und Hülkenberg komplettierten die Top 10. Damit erzielte Lotus, die 2013 mehrere Podest-Platzierungen und auch einen Sieg erreicht hatten, durch Grosjean im fünften Rennen erstmals Punkte.
In der Weltmeisterschaft übernahm Hamilton die Führung von Rosberg, der auf den zweiten Platz zurückfiel. Alonso blieb Dritter. In der Konstrukteursweltmeisterschaft baute Mercedes seinen Vorsprung weiter aus. Red Bull blieb Zweiter, Ferrari übernahm die dritte Position.

## Meldeliste
| Team                          | Nr. | Fahrer              | Chassis                | Motor                 | Reifen |
| ----------------------------- | --- | ------------------- | ---------------------- | --------------------- | ------ |
| Infiniti Red Bull Racing      | 01  | Sebastian Vettel    | Red Bull RB10          | Renault 1.6 V6T       | P      |
| Infiniti Red Bull Racing      | 03  | Daniel Ricciardo    | Red Bull RB10          | Renault 1.6 V6T       | P      |
| Marussia F1 Team              | 04  | Max Chilton         | Marussia MR03          | Ferrari 1.6 V6T       | P      |
| Marussia F1 Team              | 17  | Jules Bianchi       | Marussia MR03          | Ferrari 1.6 V6T       | P      |
| Mercedes AMG Petronas F1 Team | 06  | Nico Rosberg        | Mercedes F1 W05 Hybrid | Mercedes-Benz 1.6 V6T | P      |
| Mercedes AMG Petronas F1 Team | 44  | Lewis Hamilton      | Mercedes F1 W05 Hybrid | Mercedes-Benz 1.6 V6T | P      |
| Scuderia Ferrari              | 07  | Kimi Räikkönen      | Ferrari F14 T          | Ferrari 1.6 V6T       | P      |
| Scuderia Ferrari              | 14  | Fernando Alonso     | Ferrari F14 T          | Ferrari 1.6 V6T       | P      |
| Lotus F1 Team                 | 08  | Romain Grosjean     | Lotus E22              | Renault 1.6 V6T       | P      |
| Lotus F1 Team                 | 13  | Pastor Maldonado    | Lotus E22              | Renault 1.6 V6T       | P      |
| Caterham F1 Team              | 09  | Marcus Ericsson     | Caterham CT05          | Renault 1.6 V6T       | P      |
| Caterham F1 Team              | 10  | Kamui Kobayashi     | Caterham CT05          | Renault 1.6 V6T       | P      |
| Sahara Force India F1 Team    | 11  | Sergio Pérez        | Force India VJM07      | Mercedes-Benz 1.6 V6T | P      |
| Sahara Force India F1 Team    | 27  | Nico Hülkenberg     | Force India VJM07      | Mercedes-Benz 1.6 V6T | P      |
| Williams Martini Racing       | 19  | Felipe Massa        | Williams FW36          | Mercedes-Benz 1.6 V6T | P      |
| Williams Martini Racing       | 40  | Felipe Nasr         | Williams FW36          | Mercedes-Benz 1.6 V6T | P      |
| Williams Martini Racing       | 77  | Valtteri Bottas     | Williams FW36          | Mercedes-Benz 1.6 V6T | P      |
| McLaren Mercedes              | 20  | Kevin Magnussen     | McLaren MP4-29         | Mercedes-Benz 1.6 V6T | P      |
| McLaren Mercedes              | 22  | Jenson Button       | McLaren MP4-29         | Mercedes-Benz 1.6 V6T | P      |
| Sauber F1 Team                | 21  | Esteban Gutiérrez   | Sauber C33             | Ferrari 1.6 V6T       | P      |
| Sauber F1 Team                | 36  | Giedo van der Garde | Sauber C33             | Ferrari 1.6 V6T       | P      |
| Sauber F1 Team                | 99  | Adrian Sutil        | Sauber C33             | Ferrari 1.6 V6T       | P      |
| Scuderia Toro Rosso           | 25  | Jean-Éric Vergne    | Toro Rosso STR9        | Renault 1.6 V6T       | P      |
| Scuderia Toro Rosso           | 26  | Daniil Kwjat        | Toro Rosso STR9        | Renault 1.6 V6T       | P      |

Anmerkungen
1. 1 2  Der Williams mit der Nummer 40 wurde im ersten freien Training für Nasr eingesetzt. Bottas übernahm das Fahrzeug anschließend für das restliche Rennwochenende mit seiner Startnummer 77.
2. 1 2  Der Sauber mit der Nummer 36 wurde im ersten freien Training für van der Garde eingesetzt. Gutiérrez übernahm das Fahrzeug anschließend für das restliche Rennwochenende mit seiner Startnummer 21.

## Klassifikationen

### Qualifying
| Pos.                                                                      | Fahrer            | Konstrukteur         | Q1         | Q2         | Q3         | Start |
| ------------------------------------------------------------------------- | ----------------- | -------------------- | ---------- | ---------- | ---------- | ----- |
| 01                                                                        | Lewis Hamilton    | Mercedes             | 1:27,238   | 1:26,210   | 1:25,232   | 01    |
| 02                                                                        | Nico Rosberg      | Mercedes             | 1:26,764   | 1:26,088   | 1:25,400   | 02    |
| 03                                                                        | Daniel Ricciardo  | Red Bull-Renault     | 1:28,053   | 1:26,613   | 1:26,285   | 03    |
| 04                                                                        | Valtteri Bottas   | Williams-Mercedes    | 1:28,198   | 1:27,563   | 1:26,632   | 04    |
| 05                                                                        | Romain Grosjean   | Lotus-Renault        | 1:28,472   | 1:27,258   | 1:26,960   | 05    |
| 06                                                                        | Kimi Räikkönen    | Ferrari              | 1:28,308   | 1:27,335   | 1:27,104   | 06    |
| 07                                                                        | Fernando Alonso   | Ferrari              | 1:28,329   | 1:27,602   | 1:27,140   | 07    |
| 08                                                                        | Jenson Button     | McLaren-Mercedes     | 1:28,279   | 1:27,570   | 1:27,335   | 08    |
| 09                                                                        | Felipe Massa      | Williams-Mercedes    | 1:28,061   | 1:27,016   | 1:27,402   | 09    |
| 10                                                                        | Sebastian Vettel  | Red Bull-Renault     | 1:27,958   | 1:27,052   | keine Zeit | 15    |
| 11                                                                        | Nico Hülkenberg   | Force India-Mercedes | 1:28,155   | 1:27,685   | –          | 10    |
| 12                                                                        | Sergio Pérez      | Force India-Mercedes | 1:28,469   | 1:28,002   | –          | 11    |
| 13                                                                        | Daniil Kwjat      | Toro Rosso-Renault   | 1:28,074   | 1:28,039   | –          | 12    |
| 14                                                                        | Esteban Gutiérrez | Sauber-Ferrari       | 1:28,374   | 1:28,280   | –          | 13    |
| 15                                                                        | Kevin Magnussen   | McLaren-Mercedes     | 1:28,389   | keine Zeit | –          | 14    |
| 16                                                                        | Jean-Éric Vergne  | Toro Rosso-Renault   | 1:28,194   | keine Zeit | –          | 21    |
| 17                                                                        | Adrian Sutil      | Sauber-Ferrari       | 1:28,563   | –          | –          | 16    |
| 18                                                                        | Max Chilton       | Marussia-Ferrari     | 1:29,586   | –          | –          | 17    |
| 19                                                                        | Jules Bianchi     | Marussia-Ferrari     | 1:30,177   | –          | –          | 18    |
| 20                                                                        | Marcus Ericsson   | Caterham-Renault     | 1:30,312   | –          | –          | 19    |
| 21                                                                        | Kamui Kobayashi   | Caterham-Renault     | 1:30,375   | –          | –          | 20    |
| 107-Prozent-Zeit: 1:32,837 min (bezogen auf Q1-Bestzeit von 1:26,764 min) |                   |                      |            |            |            |       |
| DNQ                                                                       | Pastor Maldonado  | Lotus-Renault        | keine Zeit | –          | –          | 22    |

Anmerkungen
1. ↑  Vettel wurde wegen eines vorzeitigen Getriebewechsels um fünf Positionen nach hinten versetzt.
2. ↑  Vergne wurde wegen eines verlorenen Rads im zweiten freien Training um zehn Positionen nach hinten versetzt.
3. ↑  Maldonado wurde nachträglich zum Start zugelassen, da er im Training ausreichend schnell war.

### Rennen
| Pos. | Fahrer            | Konstrukteur         | Runden | Stopps | Zeit        | Start | Schnellste Runde |
| ---- | ----------------- | -------------------- | ------ | ------ | ----------- | ----- | ---------------- |
| 01   | Lewis Hamilton    | Mercedes             | 66     | 2      | 1:41:05,155 | 01    | 1:29,483 (54.)   |
| 02   | Nico Rosberg      | Mercedes             | 66     | 2      | + 0,636     | 02    | 1:29,236 (51.)   |
| 03   | Daniel Ricciardo  | Red Bull-Renault     | 66     | 2      | + 49,014    | 03    | 1:30,012 (65.)   |
| 04   | Sebastian Vettel  | Red Bull-Renault     | 66     | 3      | + 1:16,702  | 15    | 1:28,918 (55.)   |
| 05   | Valtteri Bottas   | Williams-Mercedes    | 66     | 2      | + 1:19,293  | 04    | 1:30,424 (47.)   |
| 06   | Fernando Alonso   | Ferrari              | 66     | 3      | + 1:27,743  | 07    | 1:29,898 (55.)   |
| 07   | Kimi Räikkönen    | Ferrari              | 65     | 2      | + 1 Runde   | 06    | 1:30,580 (53.)   |
| 08   | Romain Grosjean   | Lotus-Renault        | 65     | 2      | + 1 Runde   | 05    | 1:31,068 (47.)   |
| 09   | Sergio Pérez      | Force India-Mercedes | 65     | 2      | + 1 Runde   | 11    | 1:30,756 (39.)   |
| 10   | Nico Hülkenberg   | Force India-Mercedes | 65     | 2      | + 1 Runde   | 10    | 1:31,411 (42.)   |
| 11   | Jenson Button     | McLaren-Mercedes     | 65     | 2      | + 1 Runde   | 08    | 1:30,563 (43.)   |
| 12   | Kevin Magnussen   | McLaren-Mercedes     | 65     | 2      | + 1 Runde   | 14    | 1:30,318 (43.)   |
| 13   | Felipe Massa      | Williams-Mercedes    | 65     | 3      | + 1 Runde   | 09    | 1:30,468 (55.)   |
| 14   | Daniil Kwjat      | Toro Rosso-Renault   | 65     | 3      | + 1 Runde   | 12    | 1:30,269 (59.)   |
| 15   | Pastor Maldonado  | Lotus-Renault        | 65     | 2      | + 1 Runde   | 22    | 1:31,235 (39.)   |
| 16   | Esteban Gutiérrez | Sauber-Ferrari       | 65     | 3      | + 1 Runde   | 13    | 1:30,666 (55.)   |
| 17   | Adrian Sutil      | Sauber-Ferrari       | 65     | 2      | + 1 Runde   | 16    | 1:31,473 (38.)   |
| 18   | Jules Bianchi     | Marussia-Ferrari     | 64     | 2      | + 2 Runden  | 18    | 1:31,784 (46.)   |
| 19   | Max Chilton       | Marussia-Ferrari     | 64     | 3      | + 2 Runden  | 17    | 1:31,767 (44.)   |
| 20   | Marcus Ericsson   | Caterham-Renault     | 64     | 2      | + 2 Runden  | 19    | 1:33,350 (54.)   |
| –    | Kamui Kobayashi   | Caterham-Renault     | 34     | 1      | DNF         | 20    | 1:33,064 (25.)   |
| –    | Jean-Éric Vergne  | Toro Rosso-Renault   | 24     | 1      | DNF         | 21    | 1:31,781 (18.)   |

## WM-Stände nach dem Rennen
Die ersten zehn des Rennens bekamen 25, 18, 15, 12, 10, 8, 6, 4, 2 bzw. 1 Punkt(e).

### Fahrerwertung
| Pos. | Fahrer           | Konstrukteur         | Punkte |
| ---- | ---------------- | -------------------- | ------ |
| 01   | Lewis Hamilton   | Mercedes             | 100    |
| 02   | Nico Rosberg     | Mercedes             | 97     |
| 03   | Fernando Alonso  | Ferrari              | 49     |
| 04   | Sebastian Vettel | Red Bull-Renault     | 45     |
| 05   | Daniel Ricciardo | Red Bull-Renault     | 39     |
| 06   | Nico Hülkenberg  | Force India-Mercedes | 37     |
| 07   | Valtteri Bottas  | Williams-Mercedes    | 34     |
| 08   | Jenson Button    | McLaren-Mercedes     | 23     |
| 09   | Kevin Magnussen  | McLaren-Mercedes     | 20     |
| 10   | Sergio Pérez     | Force India-Mercedes | 20     |
| 11   | Kimi Räikkönen   | Ferrari              | 17     |

| Pos. | Fahrer            | Konstrukteur       | Punkte |
| ---- | ----------------- | ------------------ | ------ |
| 12   | Felipe Massa      | Williams-Mercedes  | 12     |
| 13   | Romain Grosjean   | Lotus-Renault      | 4      |
| 14   | Jean-Éric Vergne  | Toro Rosso-Renault | 4      |
| 15   | Daniil Kwjat      | Toro Rosso-Renault | 4      |
| 16   | Adrian Sutil      | Sauber-Ferrari     | 0      |
| 17   | Esteban Gutiérrez | Sauber-Ferrari     | 0      |
| 18   | Max Chilton       | Marussia-Ferrari   | 0      |
| 19   | Kamui Kobayashi   | Caterham-Renault   | 0      |
| 20   | Pastor Maldonado  | Lotus-Renault      | 0      |
| 21   | Marcus Ericsson   | Caterham-Renault   | 0      |
| 22   | Jules Bianchi     | Marussia-Ferrari   | 0      |

### Konstrukteurswertung
| Pos. | Konstrukteur         | Punkte |
| ---- | -------------------- | ------ |
| 01   | Mercedes             | 197    |
| 02   | Red Bull-Renault     | 84     |
| 03   | Ferrari              | 66     |
| 04   | Force India-Mercedes | 57     |
| 05   | Williams-Mercedes    | 46     |
| 06   | McLaren-Mercedes     | 43     |

| Pos. | Konstrukteur       | Punkte |
| ---- | ------------------ | ------ |
| 07   | Toro Rosso-Renault | 8      |
| 08   | Lotus-Renault      | 4      |
| 09   | Sauber-Ferrari     | 0      |
| 10   | Marussia-Ferrari   | 0      |
| 11   | Caterham-Renault   | 0      |